# She Doesn’t Live Here Anymore
A She Doesn't Live Here Anymore című dal a Roxette svéd duó harmadik és utolsó kimásolt kislemeze a Don't Bore Us, Get to the Chorus! című válogatáslemezről. A dalt a duó eredetileg az 1994-ben megjelent Crash! Boom! Bang! című stúdióalbumára rögzítették, de Marie szerint a dal nem volt elég jó ahhoz, hogy megjelenhessen, majd később, 1995 júniusában újra felvették Gessle korábbi együttesével a Gyllene Tider tagjaival. Ez az egyetlen dal, melynek nem Clarence Öfwerman volt a producere. A dal csak Németországban, Olaszországban, és Hollandiában jelent meg. A dal a német kislemezlistán a 86. helyxig jutott. A kislemezen a The Look két változata kapott helyet. A zenei videót Jonas Åkerlund rendezte.

## Megjelenések
Minden dalt Per Gessle írt, kivéve a "She Doesn't Live Here Anymore" címűt, melyet Gessle, és Mats MP Peterson írta.
- CD Single  Európai Unió EMI 8652332

1. "She Doesn't Live Here Anymore" – 4:03
2. "The Look '95" (Chaps 1995 Remix) – 5:08
3. "The Look" (Rapino 7" Remix) – 4:10

## Slágerlista
| Slágerlista (1996)                 | Legjobb helyezés |
| ---------------------------------- | ---------------- |
| Németország (Media Control Charts) | 86               |
| Magyarország (Mahasz)              | 10               |